# یوراکتائو
یوراکتائو (باشقیری: Йөрәктау — "heart mountain") یک کوه در باشقیرستان کشور روسیه است.